# Li Si-ming
Li Si-ming (čínsky pchin-jinem Lǐ Xīmíng, znaky zjednodušené 李锡铭, tradiční 李錫銘; 28. února 1926 – 10. listopadu 2008) byl čínský komunistický politik, původně inženýr pracující v elektrárně a ředitel elektrárny, vstoupil do politiky v polovině 70. let. V letech 1975–1982 byl náměstkem ministra vodních zdrojů a výroby elektřiny, poté ministrem výstavby měst a venkova a ochrany životního prostředí. V letech 1984–1992 vedl pekingskou městskou organizaci Komunistické strany Číny, od roku 1987 do roku 1992 byl členem politbyra ústředního výboru komunistické strany. Na závěr politické kariéry vykonával funkci místopředsedy stálého výboru Všečínského shromáždění lidových zástupců (parlamentu, 1993–1998).

## Život
Li Si-ming se narodil 28. února 1926 v okrese Šu-lu v provincii Che-pej. Roku 1946 absolvoval stavebnictví a architekturu na univerzitě Čching-chua, roku 1946 vstoupil do Komunistické strany Číny. Pracoval v pekingském stranickém aparátu, na elektrárně v Š’-ťing-šanu, od roku 1957 jako tajemník stranického výboru. Za kulturní revoluce byl odvolán z funkcí. Roku 1970 se do elektrárny vrátil, postoupil až na náměstka ředitele a ředitele elektrárny.
Roku 1975 byl jmenován náměstkem ministra vodních zdrojů výroby elektřiny, roku 1979 náměstkem ministra energetiky, od května 1982 do května 1984 byl ministrem výstavby měst a venkova a ochrany životního prostředí. Na XII. sjezdu KS Číny v září 1982 byl zvolen členem ústředního výboru. Roku 1984 vystřídal Tuan Ťün-iho ve funkci tajemníka pekingského městského výboru KS Číny. Na XIII. sjezdu KS Číny v říjnu/listopadu 1987 byl zvolen členem politbyra. Roku 1989 už v dubnu společně premiérem Li Pchengem a pekingským starostou Čchen Si-tchungem zhodnotil tehdejší protesty a demonstrace v Pekingu jako organizovanou a promyšlenou protistranickou akci a zaujal vůči nim nepřátelský postoj. V roce 1990 se podílel na úspěšné organizaci Asijských her v Pekingu.
V říjnu 1992 nekandidoval na další funkční období hlavy pekingské stranické organizace, a na XIV. sjezdu KS Číny odešel z politbyra i ústředního výboru. Následující jaro se na závěr politické kariéry stal místopředsedou stálého výboru Všečínského shromáždění lidových zástupců (parlamentu), místopředsedou byl jedno volební období, v letech 1993–1998. Podílel se na organizaci projektu vodní elektrárny Tři soutěsky.
Zemřel 10. listopadu 2008 v Pekingu ve věku 82 let. KS Číny oficiálně ocenila Li Si-minga jako „vynikajícího člena KS Číny, osvědčeného a loajálního komunistického bojovníka a vynikajícího vedoucího stranické práce“.